# VVS Moskou
VVS Moskou (Russisch: BBC Москва) was een Sovjet voetbalclub uit de hoofdstad Moskou. De voetbalafdeling was onderdeel van een grotere sportclub, die ook in andere sporten actief was, zo was de ijshockeyafdeling HC VVS MVO Moskou, en de basketbalafdeling BK VVS MVO Moskou ook succesvol. 

## Geschiedenis
De club van de luchtmacht werd opgericht in 1945 en begon dat jaar in de tweede klasse, waar ze met grote achterstand op Krylja Sovetov Koejbysjev vicekampioen werden. Het volgend seizoen werd de competitie in twee groepen gesplitst en werd VVS groepswinnaar. Nadat ze de finale tegen andere groepswinnaar Pisjtsjevik Moskou wonnen promoveerden ze naar de hoogste klasse. 
Na twee plaatsen in de middenmoot eindigde de club in 1950 op een vierde plaats. Na nog een plaats in de middenmoot volgde in 1952 een degradatie, omdat de competitie ingekrimpt werd. 
Na de dood van Jozef Stalin in 1953 werd de club opgedoekt door minister Nikolaj Boelganin. 

## Bekende ex-spelers
- Vsevolod Bobrov